# Tymoszówka
Tymoszówka (ukr. Тимошівка, Tymosziwka) – wieś na Ukrainie, w obwodzie czerkaskim, w rejonie czerkaskim. W 2001 roku liczyła 830 mieszkańców.
Siedziba dawnej gminy Tymoszówka w powiecie czehryńskim na Ukrainie.
We wsi znajdował się dom należący do Rościszewskich wybudowany w stylu Ludwika XIII, z salą w stylu Ludwika XV, jadalnią, salonami: różowym, bilardowym i bibliotecznym. Obok budynku mieścił się park.

## Urodzeni
- Karol Szymanowski, kompozytor i pianista, urodził się w Tymoszówce.

## Linki zewnętrzne

Sala Muzeum Szymanowskiego